# Telepathie

Zenerkaarten

Onder telepathie (van het Oudgriekse τῆλε (tele), ver en παθος (pathos), gevoel) verstaat men het vermogen tot rechtstreekse overdracht van gedachten en gevoelens en van informatie op afstand zonder gebruik van taal of technische hulpmiddelen.  Het woord "telepathie" is een samenstelling van het Griekse τηλε (tele, ver, op afstand) en πάθεια (patheia, ontvankelijkheid). Telepathie wordt ook wel het "zesde zintuig" genoemd, omdat geen gebruik zou worden gemaakt van de vijf normale zintuigen van de mens: gezichtsvermogen, gehoor, reukzin, smaakzin en tastzin. Het bestaan van telepathie is nog nooit wetenschappelijk aangetoond, en het fenomeen wordt dan ook vooral geassocieerd met het paranormale.

## Algemeen
De term telepathie werd voor het eerst gebruikt door F.W.H. Myers in 1882 nadat hij met Edmund Gurney, Henry Sidgwick en prof. Barrett de mogelijkheden van gedachteoverdracht had onderzocht. Hij doelde daarmee op het feit dat er soms een overeenkomst in de gedachten van twee personen was die verdere causale verklaring behoefde.
Sommige mensen die beweren telepathie te ervaren, menen dat het een algemeen menselijke eigenschap is, die bij sommigen meer en bij anderen minder of helemaal niet ontwikkeld is. Mensen die de mogelijkheid tot telepathie ontkennen, zeggen dat telepathie slechts een inbeelding is bij diegenen die erin geloven, of dat hun conclusie gebaseerd is op interpretatie. Ze verwijzen naar de telefoonanekdote (zie hieronder bij wetenschappelijke bevindingen). Er zijn benaderingen waarbij telepathie een atavisme is in de ontwikkeling van de mens: een soort dierlijke primitieve communicatie op basis van instinct. Anderen stellen dat telepathie een nieuwe verworvenheid is die zich aan het ontwikkelen is. Er zijn theorieën die stellen dat telepathie op buitenzintuiglijke wijze tot stand komt. Telepathie zou dan een paranormaal fenomeen zijn en wordt derhalve onderzocht door de parapsychologie.
Helderzienden, tovenaars en mystici beweren te beschikken over een helder en bewust in te zetten telepathisch vermogen.
In sciencefiction komt telepathie veel voor omdat het bij vele mensen tot de verbeelding spreekt. Ook in sprookjes, literatuur en cultureel erfgoed van vele culturen komt het voor.

## Wetenschappelijke bevindingen
Hoewel er in het verleden onderzoek naar het bestaan van telepathie is verricht, heerst er in de wetenschap redelijke consensus dat telepathie niet bestaat. Ten eerste zijn er nooit wetenschappelijke, reproduceerbare experimenten onder gecontroleerde omstandigheden gepubliceerd waarin het bestaan van telepathie onomstotelijk is aangetoond. De positieve resultaten die werden geboekt met de zogenaamde ganzfeldexperimenten, bleken nooit herhaalbaar, of de resultaten werden niet-significant naarmate er meer gecontroleerd onderzoek werd verricht. Wel zijn er gevallen van fraude vastgesteld.
Ten tweede zou de ontdekking van enige vorm van telepathie een revolutie betekenen in de wetenschap en meer bepaald in de fysica, in de biologie, in de neurologie en de psychologie: een nieuwe vorm van communicatieoverdracht en een nieuwe energiedrager zou hierdoor zijn ontdekt. Dit gegeven vraagt met andere woorden veel bewijskracht; voor uitzonderlijke beweringen worden uitzonderlijk sterke bewijzen gevraagd.
Ten derde stelt de wetenschap zich automatisch de vraag naar de herkomst van dit fenomeen, met name hoe enige telepathische gave evolutionair (via variatie en natuurlijke selectie) kan zijn overgedragen tot de anatomisch moderne mens: was het fenomeen miljoenen jaren geleden al aanwezig bij de Homo habilis, bij de Homo erectus, of zelfs bij de Australopithecus afarensis? Het bestaan van telepathie valt echter moeilijk te rijmen met de evolutiewetenschappen: mensachtige wezens met telepathische gaven zouden evolutionair voordeel moeten hebben gehad: de capaciteit om bijvoorbeeld gevaar te voorspellen of vroegtijdig aan te voelen, zou een grotere overlevingskans moeten hebben gegeven. Tevens zou deze capaciteit moeten zijn doorgegeven aan hun nakomelingen. Een accumulatie van deze voordelen zou bijgevolg moeten resulteren in een telepathische capaciteit voor talloze mensen op deze wereld, wat de detectie ervan aanzienlijk eenvoudiger zou maken dan nu het geval is.
Het geloof in telepathie zou gebaseerd zijn op de zogeheten "telefoonanekdote": de persoon aan wie je denkt, belt je op datzelfde moment. Dat twee gebeurtenissen op hetzelfde moment plaatsvinden, wil echter nog niet zeggen dat er daartussen een oorzakelijk verband bestaat (correlatie is geen causaliteit). Statistisch gezien moeten dergelijke gebeurtenissen wel vaak voorkomen (conform de wetten van de grote aantallen).
Sommige mensen die de theorie achter telepathie verdedigen, menen dat die (het moduleren en versterken van hersengolven) sterk vergelijkbaar is met, en volgens sommigen zelfs een vorm van, radiogolven. Dit zou een biologische zender/ontvanger vereisen. Verwezen wordt naar de invloed van de pijnappelklier op de hersenen. Wetenschappelijk is er echter bij geen enkel levend wezen een ontvangstmechanisme of een energetische drager in die zin vastgesteld.
Telepathie en gedachteoverdracht wordt door psychiaters en psychologen doorgaans gezien als een indicatie dat iemand lijdt aan een vorm van schizofrenie. Uit onderzoek naar mensen die geloven in telepathie blijkt dat die meer cognitieve vertekeningen hebben.
In augustus 2025 concludeerden wetenschappers van de Stanford-universiteit na uitvoerig onderzoek dat het uitlezen van gedachten van patiënten met een verlamming met behulp van een computer mogelijk was.